# Venkatagiri
Venkatagiri è una suddivisione dell'India, classificata come census town, di 31.342 abitanti, situata nel distretto di Nellore, nello stato federato dell'Andhra Pradesh. In base al numero di abitanti la città rientra nella classe III (da 20.000 a 49.999 persone).

## Geografia fisica
La città è situata a 13° 58' 0 N e 79° 34' 60 E e ha un'altitudine di 60 m s.l.m..

## Società

### Evoluzione demografica
Al censimento del 2001 la popolazione di Venkatagiri assommava a 31.342 persone, delle quali 15.632 maschi e 15.710 femmine. I bambini di età inferiore o uguale ai sei anni assommavano a 3.413, dei quali 1.755 maschi e 1.658 femmine. Infine, coloro che erano in grado di saper almeno leggere e scrivere erano 20.263, dei quali 11.442 maschi e 8.821 femmine.